# 夏景宗
夏景宗李元昊（1003年6月7日—1048年1月19日），又名趙元昊，小字嵬埋，出身党項拓跋氏，即皇帝位後，放棄唐朝賜姓李與宋朝赐姓趙，改姓嵬名氏，更名曩霄（或作曩甯、曩宁），是西夏開國皇帝（1038年11月10日－1048年1月19日在位），為夏太祖李繼遷之孫，夏太宗李德明長子，母衛慕氏。生于1003年农历五月五日。

## 生平
李元昊少年時身型魁梧，而且勤奮好學，手不釋卷，尤好法律和兵書。通漢、蕃語言，精繪畫，多才多藝。其父在位時，他率軍不斷對外出戰，擴大勢力，野心勃勃。1032年以太子身份繼位，仍称藩於宋朝。後來為表獨立，廢唐宋分別賜李姓、趙姓，改姓嵬名（西夏文：𗼨𗆟），改名曩霄，自称“兀卒”（西夏文：𘓺𘋨，党项语“天子”之意），以元魏王室后裔自居，並以嚴酷手段徹底翦除守舊派。大庆三年十月十一日（1038年11月10日）自立为帝，自称世祖始文本武兴法建礼仁孝皇帝，改年号为天授礼法延祚，脱离北宋，国号“大夏”，亦称西夏，定都興慶府。
建國後命大臣野利仁榮創西夏文，大力發展西夏的文化。推動教育，創蕃學，大啟西夏文教之風。開鑿「李王渠」，以便西夏國民耕種。他重用張元等漢人。他三次分別於三川口（今陝西延安西北）、好水川（今寧夏隆德東）及定川砦（今寧夏固原西北）的戰役中大敗北宋，並於遼夏第一次賀蘭山之戰，大勝遼國，奠定西夏與遼、宋兩國并列的地位。本來有意奪取關中之地，攻占長安，但因宋軍頑強抵抗，夏軍戰敗，直搗關中之美夢就此破滅。由於戰事繁多，西夏經濟破損，遂於1044年與北宋簽訂慶曆和議，向宋稱臣，被封為夏國王。為西夏建樹良多，堪稱一代英豪。
李元昊一朝文治武功達於鼎盛，但其人嗜殺，母親、妻妾、舅舅、表弟均死於其手。在位16年（1032年继承王位起計），猜忌功臣，稍有不滿即罷或殺，反而導致日後母黨專權；另外，晚年沉湎酒色，好大喜功，导致西夏内部日益腐朽，众叛亲离。廢皇后野利氏、太子寧令哥，改立與太子訂親的沒𠼪氏為新皇后，招致殺身之禍，延祚十一年正月初二（1048年1月19日），其子寧令哥趁元昊酒醉時，挥剑刺杀元昊，元昊后仰躲避，剑锋削去其鼻子，元昊最後因失血過多而死，享年46岁，庙号景宗，谥号武烈皇帝，葬西夏陵泰陵。寧令哥後來因弒父之罪被處死。

## 家庭

### 妻妾
- 默穆氏，又称衛慕氏[11]
- 索氏
- 多拉氏
- 密克默特氏
- 野利氏，即野利皇后，又称叶勒氏
- 耶律氏，即辽国兴平公主
- 没𠼪氏，即没𠼪皇后，又称摩移克氏
- 没藏氏，即没藏太后

### 子女
- 衛慕氏之子，史未載名，因貌似他人，李元昊懷疑衛慕氏紅杏出牆，與衛慕氏一同被李元昊所杀
- 阿哩，被李元昊所杀
- 宁明，在李元昊生前因辟谷而气忤死
- 宁令哥，封太子
- 锡狸，早死
- 李谅祚（寧令兩岔），西夏毅宗

## 影視形象
- 1988年電影 《敦煌》 渡濑恒彦（日语：渡瀬恒彦） 飾
- 1993年電視劇 《包青天》（《狄青》单元） 趙樹海 飾
- 1994年電視劇   《碧血青天珍珠旗》 呂頌賢 飾
- 1997年電視劇 《賀蘭雪》（又名《西夏王朝》） 巫剛 飾
- 1998年電視劇   《穆桂英十二寡妇征西》 卢惠光 飾
- 2003年动画片 《大英雄狄青》 刘风 配音
- 2006年電視劇 《大敦煌》 唐国强 飾
- 2010年電視劇 《包青天之七俠五義》（《北侠歐陽春》单元） 王文彦 飾
- 2015年纪录片 《神秘的西夏》 徐宁 飾
- 2017年電視劇  《将军在上》 王策飾
- 2023年电视剧 《大宋少年志2》 海一天饰

## 参看
- 嵬名山遇
- 宋夏战争
- 遼夏戰爭

| 前任： 父親夏太宗 | 夏國公 1032-1038   | 繼任： 改稱王           |
| 前任： -          | 西夏皇帝 1038-1048 | 繼任： 私生子毅宗李谅祚 |